# Mariendal (parochie)
Mariendal is een parochie van de Deense Volkskerk in de Deense gemeente Frederiksberg. De parochie maakt deel uit van het bisdom Kopenhagen en telt 9046 kerkleden op een bevolking van 12.661 (2004). 
De parochie werd tot 1970 gerekend onder Sokkelund Herred. In dat jaar werd de parochie opgenomen in de gemeente Frederiksberg.
Mariendal werd in 1905 gesticht als afsplitsing van de parochie Sankt Thomas. De parochiekerk werd voltooid in 1908.

## Zie ook

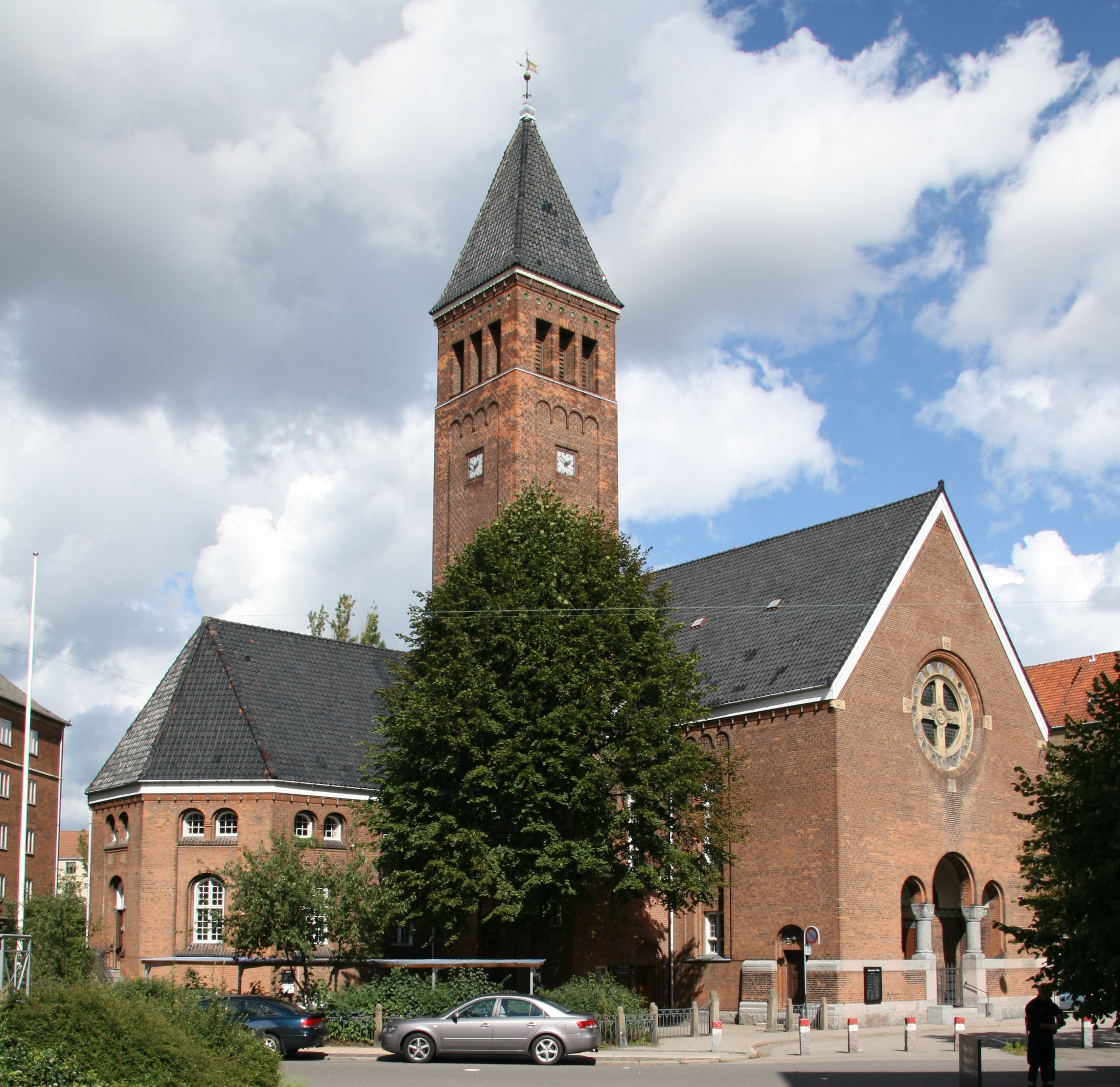
Mariendals Kirke (1908)